# Faverois
Faverois est une commune française située dans le département du Territoire de Belfort, la région culturelle et historique de Franche-Comté et la région administrative Bourgogne-Franche-Comté. Elle fait partie du canton de Delle. Ses habitants sont appelés les Faverais.

## Géographie
Le village s'est développé sur la rive droite de la Coeuvatte, un cours d'eau qui prend sa source à Coeuve en Suisse, arrose Courcelles et Florimont avant de rejoindre l'Allaine à Delle. Un autre petit ruisseau traverse Faverois en coulant du nord-est vers le sud et partageait autrefois le village en deux.

### Climat
Pour des articles plus généraux, voir Climat de la Bourgogne-Franche-Comté et Climat du Territoire de Belfort.
En 2010, le climat de la commune est de type climat de montagne, selon une étude du Centre national de la recherche scientifique s'appuyant sur une série de données couvrant la période 1971-2000. En 2020, Météo-France publie une typologie des climats de la France métropolitaine dans laquelle la commune est dans une zone de transition entre le climat semi-continental et le climat de montagne et est dans la région climatique  Vosges, caractérisée par une pluviométrie très élevée (1 500 à 2 000 mm/an) en toutes saisons et un hiver rude (moins de 1 °C). 
Pour la période 1971-2000, la température annuelle moyenne est de 9,6 °C, avec une amplitude thermique annuelle de 17,5 °C. Le cumul annuel moyen de précipitations est de 1 025 mm, avec 11,9 jours de précipitations en janvier et 10,3 jours en juillet. Pour la période 1991-2020, la température moyenne annuelle observée sur la station météorologique de Météo-France la plus proche, « Joncherey », sur la commune de Joncherey à 3 km à vol d'oiseau, est de 10,5 °C et le cumul annuel moyen de précipitations est de 1 086,9 mm. 
La température maximale relevée sur cette station est de 39 °C, atteinte le 7 août 2015 ; la température minimale est de −25 °C, atteinte le 7 janvier 1985,,. 
Les paramètres climatiques de la commune ont été estimés pour le milieu du siècle (2041-2070) selon différents scénarios d'émission de gaz à effet de serre à partir des nouvelles projections climatiques de référence DRIAS-2020. Ils sont consultables sur un site dédié publié par Météo-France en novembre 2022.

## Urbanisme

### Typologie
Au 1er janvier 2024, Faverois est catégorisée bourg rural, selon la nouvelle grille communale de densité à sept niveaux définie par l'Insee en 2022.
Elle est située hors unité urbaine. Par ailleurs la commune fait partie de l'aire d'attraction de Delle (partie française), dont elle est une commune de la couronne,. Cette aire, qui regroupe 8 communes, est catégorisée dans les aires de moins de 50 000 habitants,.

### Occupation des sols
L'occupation des sols de la commune, telle qu'elle ressort de la base de données européenne d’occupation biophysique des sols Corine Land Cover (CLC), est marquée par l'importance des territoires agricoles (45,8 % en 2018), en diminution par rapport à 1990 (46,7 %). La répartition détaillée en 2018 est la suivante : 
forêts (40,2 %), terres arables (21,6 %), prairies (15,3 %), zones agricoles hétérogènes (8,9 %), zones urbanisées (7,1 %), eaux continentales (6,9 %). L'évolution de l’occupation des sols de la commune et de ses infrastructures peut être observée sur les différentes représentations cartographiques du territoire : la carte de Cassini (XVIIIe siècle), la carte d'état-major (1820-1866) et les cartes ou photos aériennes de l'IGN pour la période actuelle (1950 à aujourd'hui).

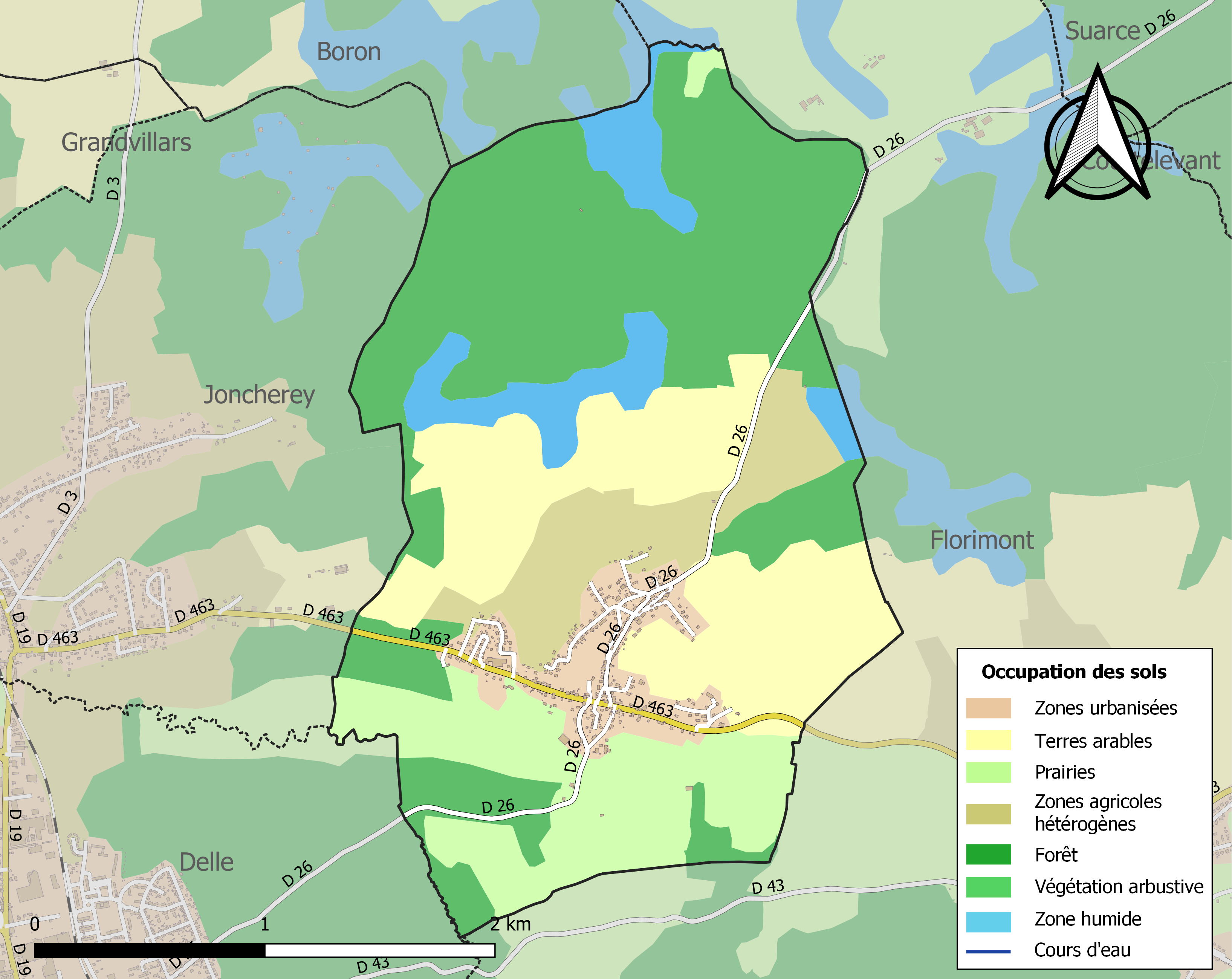
Carte des infrastructures et de l'occupation des sols de la commune en 2018 (CLC).

## Toponymie
- Fauerois (1295), Vaueresch (1303), Faferas (1394), Febere (1576).
- En allemand : Faverach[13].

## Histoire
Dans les premiers siècles de notre ère, le territoire de Faverois était traversé par une voie romaine importante reliant Mandeure à Kembs et Augst, en Alsace. En 728, le comte Eberhard d'Alsace donna à l'abbaye de Murbach un domaine à l'ouest de Faverois et délimité par le ruisseau traversant le village. C'est ainsi que Faverois fut partagé pendant des siècles entre la seigneurie de Florimont et celle de Delle. En 1314, le village possédait déjà une église. Pendant la guerre de Trente Ans, vers 1632, le village fut vraisemblablement ravagé par les troupes suédoises comme le furent Delle, Courcelles, Florimont... vu qu'il ne restait que 22 sujets en 1667 alors qu'on dénombrait 410 habitants en 1803. Depuis la population a relativement peu augmenté puisque 460 personnes étaient recensées en 1999.

## Politique et administration

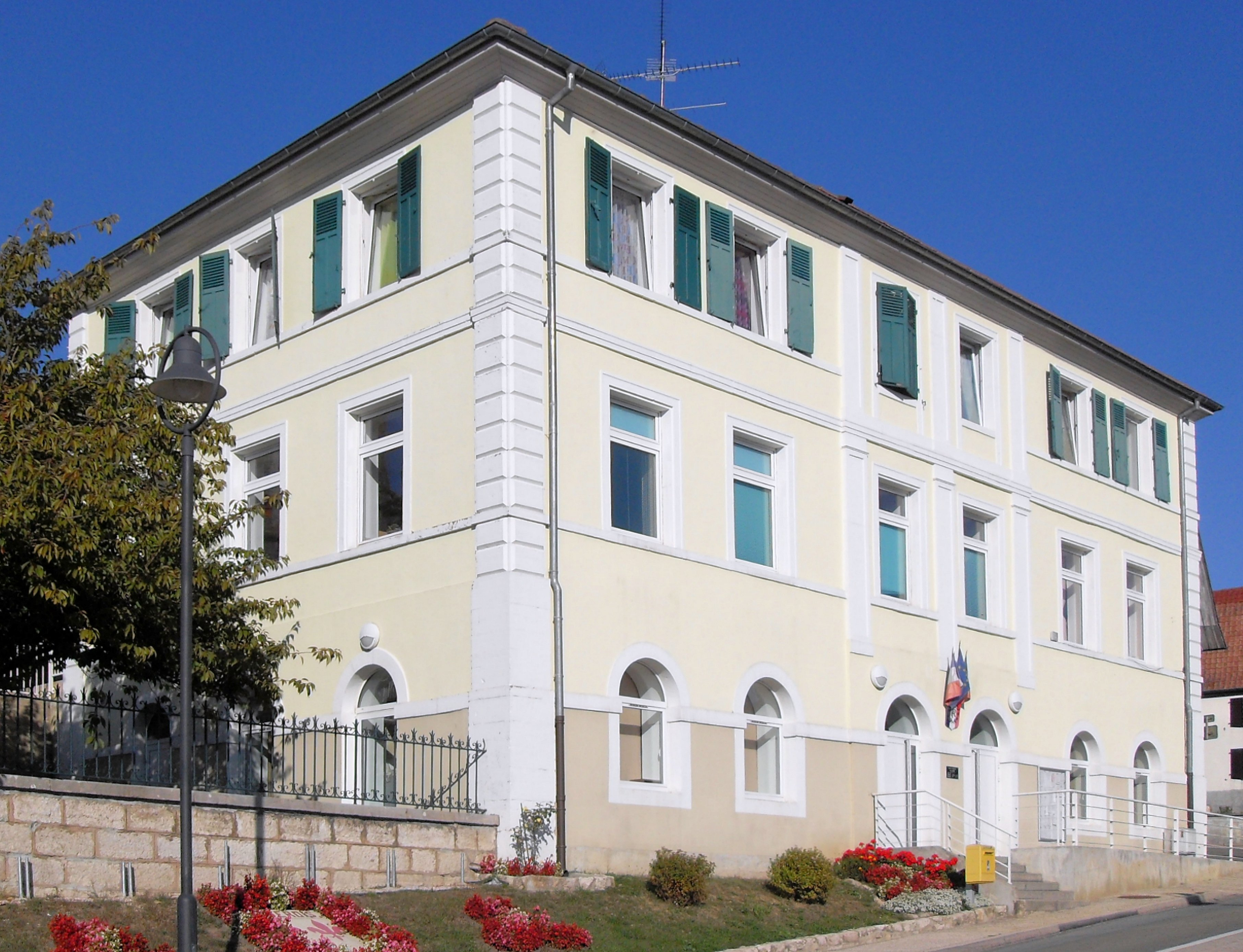
La mairie.

| Période                                  | Période  | Identité          | Étiquette | Qualité |
| ---------------------------------------- | -------- | ----------------- | --------- | ------- |
| Les données manquantes sont à compléter. |          |                   |           |         |
| mars 2008                                | 2018     | Bernard Tenaillon |           |         |
| juillet 2018                             | En cours | Bernard Cerf      |           |         |

## Population et société

### Démographie
L'évolution du nombre d'habitants est connue à travers les recensements de la population effectués dans la commune depuis 1793. Pour les communes de moins de 10 000 habitants, une enquête de recensement portant sur toute la population est réalisée tous les cinq ans, les populations de référence des années intermédiaires étant quant à elles estimées par interpolation ou extrapolation. Pour la commune, le premier recensement exhaustif entrant dans le cadre du nouveau dispositif a été réalisé en 2005.

En 2022, la commune comptait 592 habitants, en évolution de +2,78 % par rapport à 2016 (Territoire de Belfort : −2,78 %, France hors Mayotte : +2,11 %).
| 1793 | 1800 | 1806 | 1821 | 1831 | 1836 | 1841 | 1846 | 1851 |
| ---- | ---- | ---- | ---- | ---- | ---- | ---- | ---- | ---- |
| 432  | 428  | 480  | 611  | 608  | 563  | 539  | 561  | 516  |

| 1856 | 1861 | 1866 | 1872 | 1876 | 1881 | 1886 | 1891 | 1896 |
| ---- | ---- | ---- | ---- | ---- | ---- | ---- | ---- | ---- |
| 406  | 409  | 416  | 385  | 374  | 415  | 415  | 424  | 385  |

| 1901 | 1906 | 1911 | 1921 | 1926 | 1931 | 1936 | 1946 | 1954 |
| ---- | ---- | ---- | ---- | ---- | ---- | ---- | ---- | ---- |
| 362  | 349  | 330  | 282  | 302  | 281  | 274  | 263  | 312  |

| 1962 | 1968 | 1975 | 1982 | 1990 | 1999 | 2005 | 2006 | 2010 |
| ---- | ---- | ---- | ---- | ---- | ---- | ---- | ---- | ---- |
| 427  | 392  | 392  | 406  | 427  | 451  | 474  | 486  | 516  |

| 2015 | 2020 | 2022 | - | - | - | - | - | - |
| ---- | ---- | ---- | - | - | - | - | - | - |
| 578  | 586  | 592  | - | - | - | - | - | - |

## Culture locale et patrimoine

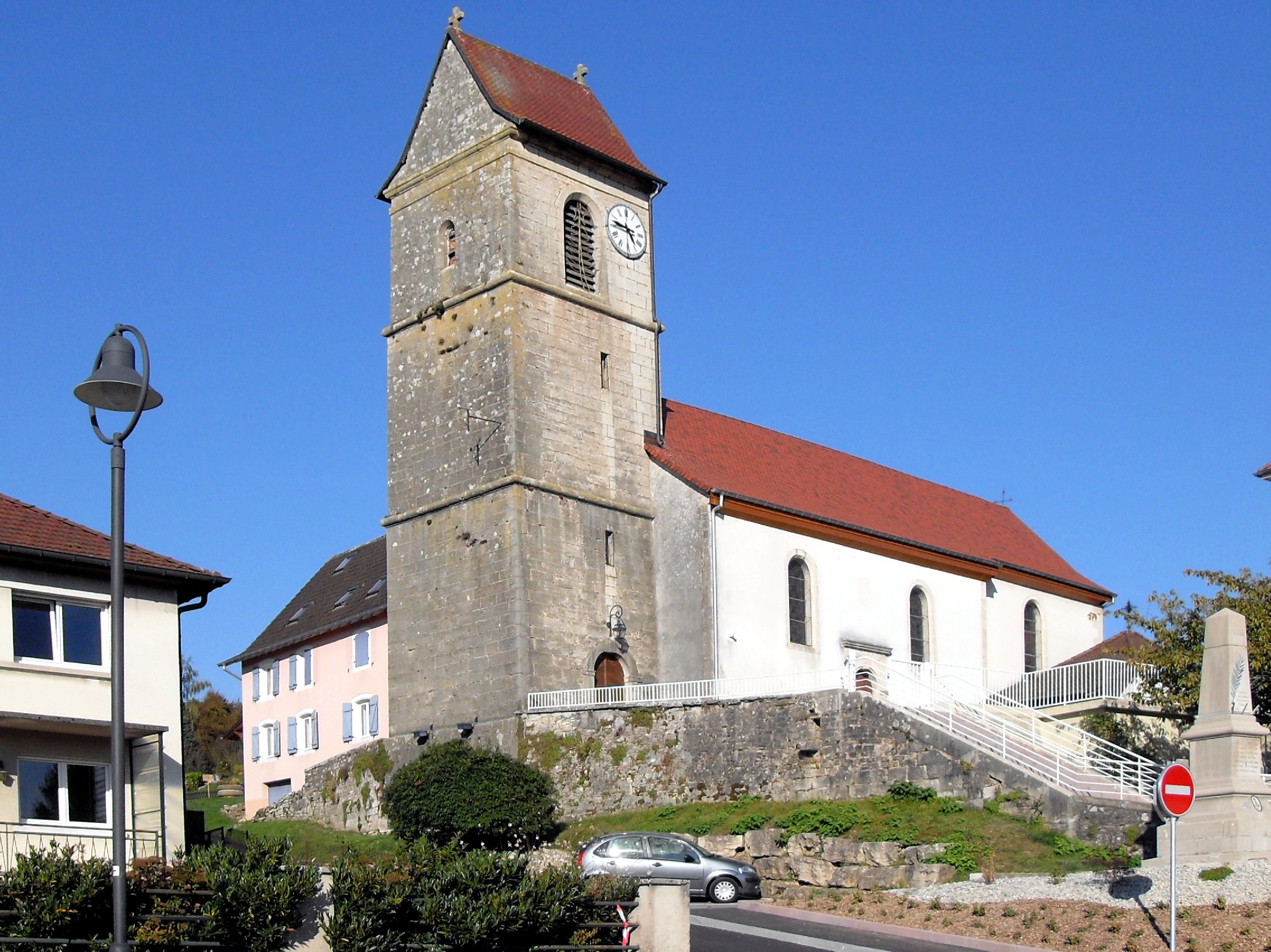
L'église
et son clocher en bâtière.

### Lieux et monuments
- L'église Saint-Urs et Saint-Sébastien, construite en 1727, renferme des éléments anciens datant du XVIIIe siècle : Christ en croix, retable, chaire, vitraux restaurés...

### Héraldique
| Blason de Faverois | Blason  | D'or à la gerbe de joncs de sinople mouvant de la pointe et surmontée de deux fleurs de lis de gueules. |
| Blason de Faverois | Détails | Le statut officiel du blason reste à déterminer.                                                        |

## Pour approfondir